# American Fever
American Fever (anche noto come La febbre americana) è un film del 1978 diretto da Claudio De Molinis.

## Trama
Il giovane re delle sale da ballo sogna di diventare una star del cinema. Purtroppo c'è chi sfrutta le sue ambizioni e il suo carattere generoso.